# 申屠刚
申屠刚（?—?），字巨卿，扶风茂陵（今陕西省咸阳市兴平市东北）人，两汉之际政治人物，东汉光武帝时尚书令，是西汉汉文帝时丞相申屠嘉的后代。

## 生平
申屠刚开始担任郡里的功曹小吏，为人质性，刚直方正，常仰慕汲黯的为人。汉平帝时，王莽专政。申屠刚举贤良方正，通过对策讽议朝政，触犯了王莽。王莽视申屠刚的对策为离经叛道的妄说，违背了大义，将申屠刚罢归田里。王莽自立为帝后，申屠刚避难巴蜀，长达二十余年。
更始帝败亡，申屠刚避地河西，依附隗嚣。隗嚣据守陇右，申屠刚出任他的治书侍御史。后来隗嚣势孤，申屠刚劝隗嚣归顺汉光武帝刘秀，不同意隗嚣归附公孙述。隗嚣不采纳申屠刚的建议，投靠公孙述。
建武七年（31年），汉光武帝下诏任命申屠刚为侍御史；不久，申屠刚升任尚书令。当时光武属下内外群臣多数都是皇帝亲手提拔，东汉法制严峻，无人敢直言劝谏光武帝，唯有申屠刚多次犯颜直谏。光武想要出游，申屠刚以陇蜀没有平定，不宜贪图安逸宴乐，用头触乘舆的轮子，劝阻光武帝出游的行动；光武帝遂终止出游。后来申屠刚多次切谏忤旨，光武帝不高兴，调他出京城，任平阳（今河南省孟津东北）县令。后来申屠刚官拜太中大夫，最后因病免官，病死家中。

## 延伸阅读
[在维基数据编辑]
 《後漢書·卷29》，出自范晔《後漢書》
 《東觀漢記》